# Tsugaru
Tsugaru (つがる市, Tsugaru-shi) är en japansk stad i prefekturen Aomori på den norra delen av ön Honshu.  Tsugaru är belägen vid kusten mot Japanska havet och bildades 11 februari 2005 genom en sammanslagning kommunerna Kizukuri, Inagaki, Kashiwa, Morita och Shariki.